# Die Österreichische Methode
Die Österreichische Methode ist ein deutscher Episodenfilm aus dem Jahr 2006, der die Geschichte von fünf Frauen verbindet.
Der Film ist eine Tobby Holzinger Filmproduktion, entstand in Koproduktion mit der Claussen+Wöbke+Putz Filmproduktion GmbH und mit Unterstützung der Filmstiftung NRW.
Der von Tobby Holzinger initiierte Film wurde im Oktober 2006 auf den 40. Internationalen Hofer Filmtagen uraufgeführt,  erhielt von der FBW das Prädikat „besonders wertvoll“ und wurde auf dem 36. Festival der Nationen in Österreich mit einem silbernen Bären ausgezeichnet.
Die Österreichische Methode startete im März 2008 im Vertrieb von Zorro Film in den deutschen Kinos.

## Inhalt
In diesem Kollektivprojekt fünf junger Regisseure überschneiden sich die Geschichten fünf keineswegs schwacher Frauen... 24 Stunden später werden einige überlebt haben, andere nicht:
Julia (Maja Beckmann) entdeckt plötzlich die Sehnsucht, ihre eigenen Abgründe zu erforschen. Eine nächtliche Odyssee führt sie in eine Skihalle, in der sie „Die Österreichische Methode“ ergründen will.
Bei Psychologe Roman Fischer (Michael Abendroth) und seiner Frau Carmen (Susanne Lothar) sitzt ein unerwünschter Gast: Eva (Susanne Buchenberger), die zum Abendessen gekommen ist und nicht mehr gehen möchte.
Clara (Cathérine Seifert) kämpft mit der Diagnose Gehirntumor. Zwischen Verdrängung und dem Entschluss, sich selbst das Leben zu nehmen, schwankt sie verzweifelt hin und her.
Sängerin Maleen (Lilia Lehner) versucht die festgefahrenen Mechanismen ihrer Liebesbeziehung zu dem Pianisten Sascha (Arno Frisch) durch eine vergiftete Ecstasypille aufzusprengen.
Hans (Johann von Bülow) und die ans Bett gefesselte Mona (Julie Bräuning) leben eine Amour fou, in der Täter- und Opferrolle verwischen.

## Kritik
Die Filmbewertungsstelle Wiesbaden bezeichnete den Film „derart geschickt und spannungsvoll... dass man vor Drehbuch und Schnitt den Hut ziehen möchte. ...hervorragende Darstellerinnen und erstklassige Regiearbeit.“
Peter Gutting (kino-zeit.de) urteilte, der Episodenfilm „ist nicht in erster Linie ein Film über Lebensmüde. Es geht viel eher darum, durch eine Grenzerfahrung ins Leben zurückzukehren oder vielleicht zum ersten Mal darin anzukommen. Es geht um das Gefühl, in einem falschen Leben zu stecken und das eigentlich Wichtige zu verpassen. So wie man bei der Diagnose einer schweren Krankheit plötzlich nicht mehr begreift, wie man sein Leben mit all diesen alltäglichen Sorgen und kleinlichen Verstrickungen vertun konnte. ...jede getrennt von der anderen, aber seelenverwandt und vereint durch Schnitt und Bildsprache.“
Thilo Wydra (Filmecho) sah in dem Film „dunkles, hoffnungsloses, schmerzliches und daher berührendes Kino.“

„Die Österreichische Methode … verwebt fünf Geschichten und Schicksale mosaikartig à la Short Cuts zu einem gut funktionierenden, unprätentiösen und unterhaltsamen Film. … ein inspirierendes Portrait der deutschen Gesellschaft.“

## Filmfestivals
- 40. Internationale Hofer Filmtage 2006
- 17. Kinofest Lünen 2007
- 11. Sofia International Film Festival 2007
- 12. Filmfestival Türkei/Deutschland in Nürnberg 2007
- 03. Festival des deutschen Films in Ludwigshafen 2007
- 36. Festival der Nationen in Ebensee, Österreich 2008

## Auszeichnungen
- Prädikat „besonders wertvoll“ (Filmbewertungsstelle Wiesbaden)
- Silberner Bär – 36. Festival der Nationen (Österreich)

## Musik
Der Score für den Film wurde von Andreas Wodraschke komponiert und aufgenommen.
Zusätzlich steuerten Anton Berman, Molly Nyman & Harry Escott, sowie Theodor Pauß Kompositionen für den Film bei.
Ergänzt wird die Filmmusik mit Songs von
- Elliott Smith
- Sons and Daughters
- Monochrome
- Yma Sumac
- Ursprung Buam

## Sonstiges
Susanne Lothar und Arno Frisch hatten bereits gemeinsam in Funny Games von Michael Haneke gespielt. Es dauerte elf Jahre, bis die beiden erneut gemeinsam vor der Kamera standen.
Die Österreichische Methode kam 2008 in die deutschen Kinos und ist nicht auf DVD erhältlich. Der Film entstand ohne Senderbeteiligung und wurde bis heute nicht im deutschen Fernsehen gezeigt.

## Einzelbelege
1. ↑  Archivierte Kopie (Memento des Originals vom 9. Juni 2012 im Internet Archive)  Info: Der Archivlink wurde automatisch eingesetzt und noch nicht geprüft. Bitte prüfe Original- und Archivlink gemäß Anleitung und entferne dann diesen Hinweis.
2. ↑  FrankfurterRundschau.de: FRANKFURTER RUNDSCHAU – Erscheinungsdatum 31. Oktober 2006 (Memento des Originals vom 26. Dezember 2015 im Internet Archive)  Info: Der Archivlink wurde automatisch eingesetzt und noch nicht geprüft. Bitte prüfe Original- und Archivlink gemäß Anleitung und entferne dann diesen Hinweis. vom 31. Oktober 2006 (nicht länger verfügbar/Archiv kostenpflichtig)
3. ↑  www.ZorroFilm.de: SPIRIT Filmverleih zeigt: Die Österreichische Methode (Seite nicht mehr abrufbar, festgestellt im April 2018. Suche in Webarchiven) vom 2. September 2011